# Neratov v Orlických horách
Neratov (în germană Bärnwald), acum parte a localității Bartošovice v Orlických horách, a fost situat în districtul Rychnov nad Kněžnou din regiunea Hradec Králové. Înainte de cel de-al Doilea Război Mondial, a fost o localitate separată cu propria sa zonă administrativă.

## Istoric
Prima mențiune documentară a satului Neratov datează din 1550, când apariția lui a coincis cu dezvoltarea industriei sticlăriei, care datează începând din secolul al XV-lea în legătură cu colonizarea cu germani a zonei Orlické hory. Anterior celui de-al Doilea Război Mondial, satul alpin avea câteva sute de locuitori.
După Expulzarea germanilor din Cehoslovacia, care a avut loc după cel de-al Doilea Război Mondial în 1945-1946, comunitatea aproape că a dispărut. În 1989 Neratov avea doar doi rezidenți permanenți.
În 1992, preotul local Josef Suchár de la Biserica Adormirea Maicii Domnului, o biserică în stil baroc construită între anii 1723 și 1733, a fondat Asociația Neratov cu scopul de a restabili satul prin înființarea concomitentă a unei comunități vii pentru adulții cu dizabilități mintale din întreaga țară. În 2016, cartierul Neratov al localității Bartošovice v Orlických horách era locuit de aproximativ 60 de locuitori permanenți și a fost umplut cu turiști veniți cu rulote în timpul lunilor de iarnă și de vară.
Neratov a devenit unul dintre cei mai mari trei angajatori ai persoanelor cu probleme psihice din Republica Cehă. Principalele surse de ocupație ale acelor persoane sunt grădinăritul și fabricarea de produse de panificație expediate zilnic la Praga.  Preotul Suchár a spus în 2017: „Noi oferim locuri de muncă în operațiunile de asamblare pentru persoanele cu dizabilități mintale și urmează să deschidem și o fabrică de bere”. În plus, Suchár este considerat cel care a transformat satul obscur din trecut într-o atracție turistică.

## Galerie

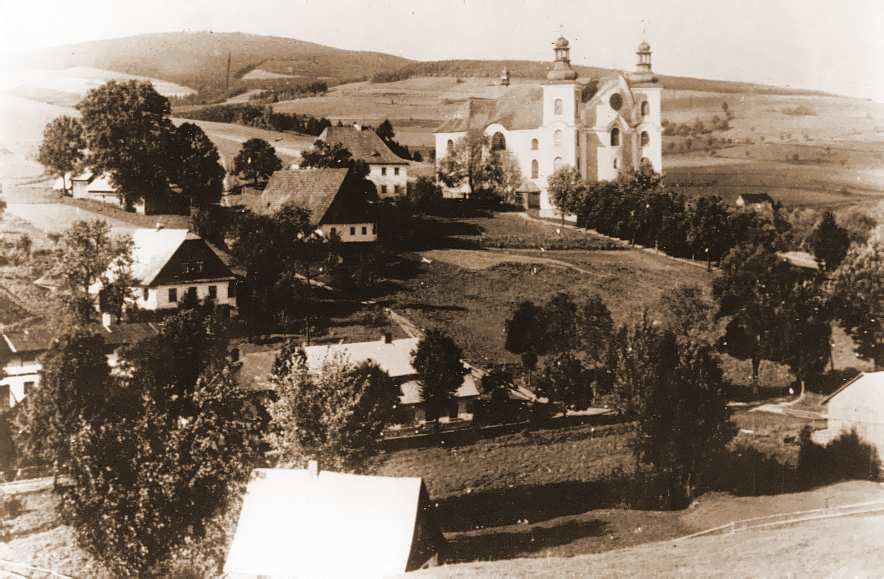
Neratov în 1908.
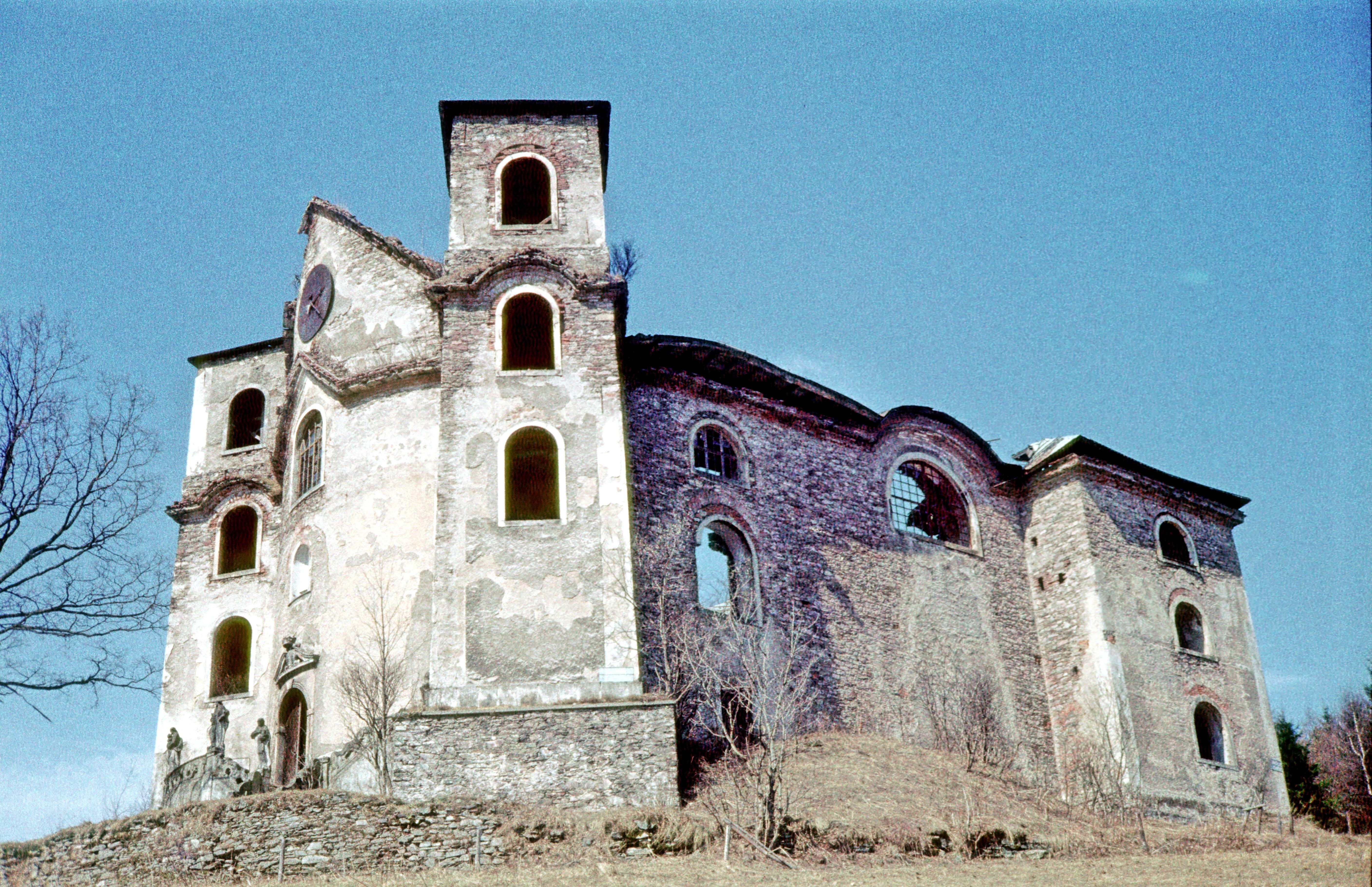
Biserica Adormirea Maicii Domnului, c. 1970.
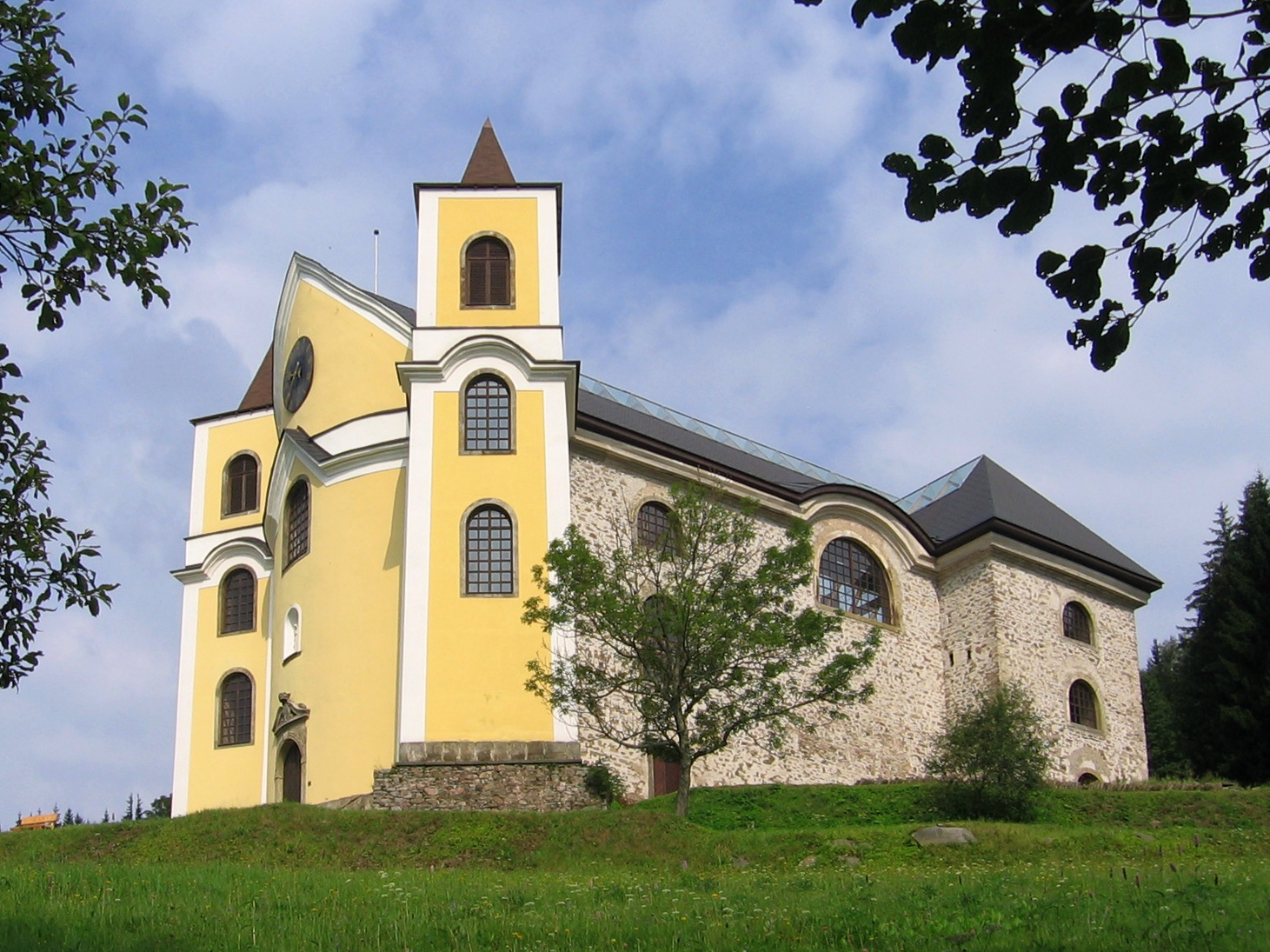
Biserica Adormirea Maicii Domnului, 2014.
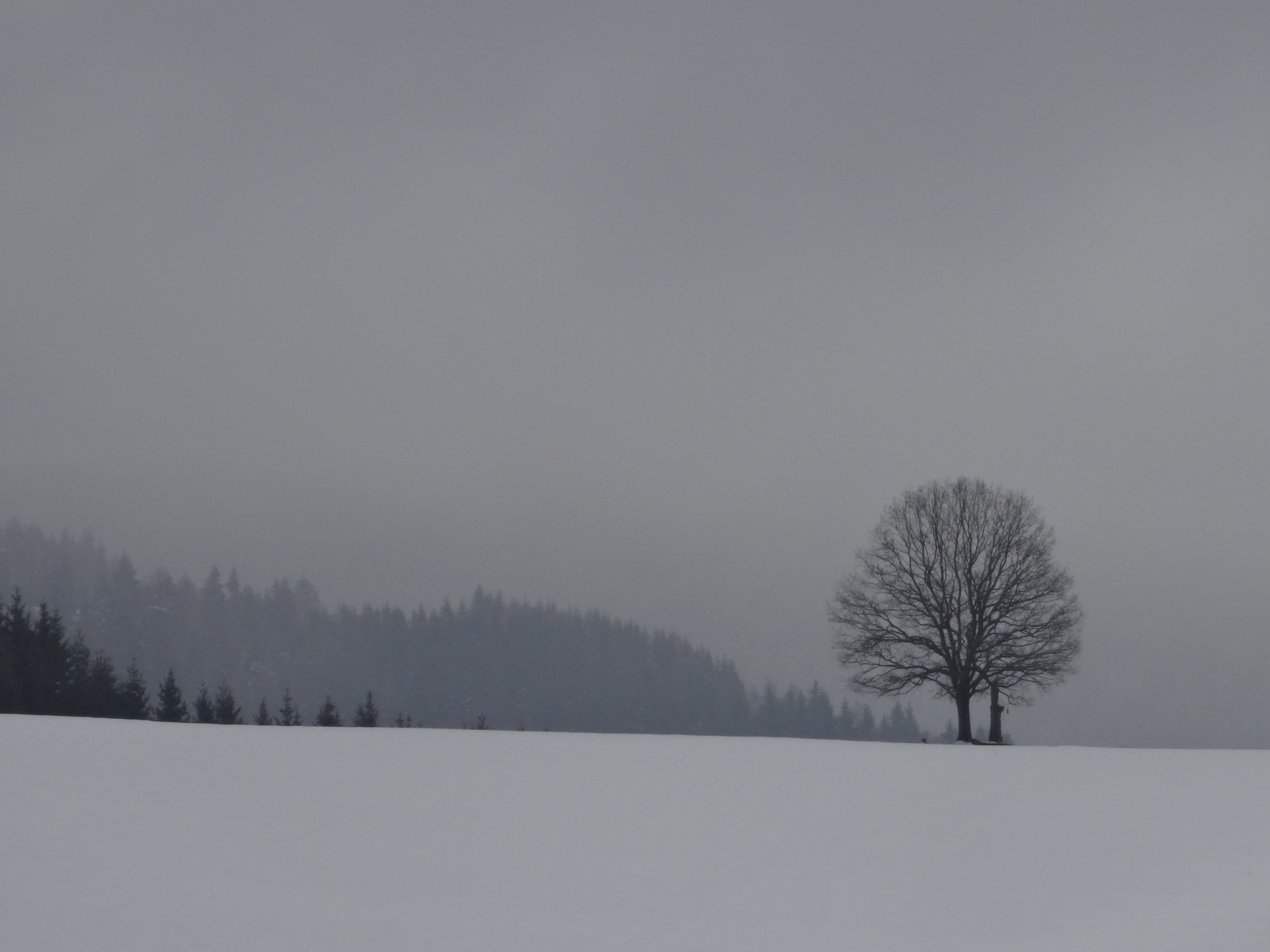
Peisaj rural din Neratov, 2016.